# Jürgen Pelikan
Jürgen Pelikan (* 21. Januar 1940 in Breslau; † 11. Februar 2023) war ein Soziologe und Universitätsprofessor an der Universität Wien. Er war besonders bekannt für seine wissenschaftlichen Arbeiten zur systemtheoretischen Konzeption der Gesundheitsförderung. Pelikan war Gründer des Ludwig-Boltzmann Instituts für Medizin- und Gesundheitssoziologie.

## Leben
Pelikan studierte Soziologie, Psychologie, Philosophie und Kunstgeschichte an der Freien Universität Berlin sowie an der London School of Economics and Political Science, der Universität Hamburg, der Universität Wien und am Institut für Höhere Studien. 1964 wurde er im Rahmen eines Postgraduiertenstudiums als Forschungsassistent in der Abteilung für Soziologie des Instituts für Höhere Studien in Wien tätig. Pelikan promovierte 1970 an der Philosophischen Fakultät der Universität Wien und ging im Anschluss als Postdoctoral Fellow der Ford Foundation an die Columbia University in New York. Zurück in Wien wurde er zum Leiter der Abteilung für Soziologie des Instituts für Höhere Studien ernannt. Zudem war er 1972 bis 1982 Universitätslektor an der Universität Wien sowie von 1981 bis 1985 hauptberuflich Vortragender an der Verwaltungsakademie des Bundes In Wien. 1979 gründete Pelikan das Ludwig-Boltzmann Institut für Medizin- und Gesundheitssoziologie, das er bis 1989 gemeinsam mit Hans Strotzka und von 1989 bis 2007 alleine leitete.
Pelikan habilitierte sich 1981 in Soziologie an der Sozial- und Wirtschaftswissenschaftlichen Fakultät der Universität Wien. Er war von 1985 bis 1991 sowie von 1995 bis 2004 Vorstand des Instituts für Soziologie in Wien und 2005 Studienprogrammleiter. 1999/2000 war er wissenschaftlicher Leiter des Universitätslehrganges Organisationsentwicklung im Bildungsbereich am Institut für Interdisziplinäre Forschung und Fortbildung der Universitäten Innsbruck, Klagenfurt und Wien. Zwischen 1998 und 2004 leitete er außerdem den Universitätslehrgang für lehrendes und leitendes Krankenpflegepersonal sowie von 2002 bis 2004 den Universitätslehrgang Management im Gesundheits- und Krankenhauswesen, beides Kooperationen der Universität Wien mit dem Wiener Krankenanstaltenverbund.
Seit 2007 war Pelikan Adjunct Professor am Centre for Environment and Public Health der Griffith University in Brisbane. Zudem war er seit 1992 Direktor des WHO-Kooperationszentrums für Gesundheitsförderung im Krankenhaus und Gesundheitswesen und seit 2008 Key researcher des Programms Gesundheitsförderndes Krankenhaus am Ludwig-Boltzmann Instituts für Medizin- und Gesundheitssoziologie (LBIHPR).
2017 wurde ihm das Große Ehrenzeichen für Verdienste um die Republik Österreich verliehen.

## Forschungsschwerpunkte
- Systemtheorie und Gesundheitssystemforschung[5][6][7]
- Qualitätssicherung und Evaluation der Gesundheitsförderung
- Organisation und Organisationsentwicklung[8]
- Krankenhaus und Gesundheitsförderung[9][10]
- Qualitätsentwicklung in der stationären und ambulanten Krankenversorgung[11]
- Virtuelles Krankenhaus[12]
- Gesundheitskompetenz / Health literacy (Konzeption, Messung und Interventionen).[13][14]

## Mitgliedschaften in wissenschaftlichen Vereinigungen (Auswahl)
Pelikans wissenschaftliche Tätigkeit ist mit der Mitgliedschaft in zahlreichen nationalen und internationalen Vereinigungen verbunden:
- International Union for Health Promotion and Education (IUHPE) (Mitglied im Board of Trustees, Mitglied)[15]
- Health Promotion International, Oxford University Press (Editor)[16]
- European Society of Health and Medical Sociology (ESHMS) (früher Präsident & Mitglied des Exekutiv-Komitees, Mitglied)[17]
- International Sociological Association (ISA) (Mitglied)
- Deutsche Gesellschaft für Soziologie (DGS) (Mitglied)
- Deutsche Gesellschaft für Medizinische Soziologie (DGMS) (Mitglied)
- Österreichische Gesellschaft für Public Health (ÖGPH) (Gründungsmitglied & früherer Vizepräsident, Mitglied)
- Österreichische Gesellschaft für Theorie und Praxis der Gesundheitsförderung (ÖGTPF) (Gründungsmitglied, Vorsitzender)
- Österreichische Gesellschaft für Medizinsoziologie (ÖGMS) (Gründungsmitglied, früher Vorsitzender)
- Österreichische Gesellschaft für Gruppendynamik und Organisationsberatung (ÖGGO) (Vollmitglied im Bereich Gruppendynamik, Lehrtrainer im Bereich Organisationsberatung)[18]
- Herausgeber der Reihe Gesundheitswissenschaften/Gesundheitsförderung im Facultas Verlag Wien
- Wiener Psychoanalytische Vereinigung (affiliertes Mitglied)

## Publikationen
- Publikationsliste Jürgen Pelikan, Research Gate